# Leah Pinsent
Pour les articles homonymes, voir Pinsent.
Leah Pinsent est une actrice canadienne née le 20 septembre 1968 à Toronto (Canada).

## Filmographie
- 1984 : Un printemps sous la neige (The Bay Boy) : Saxon Coldwell
- 1986 : Week-end de terreur (April Fool's Day) : Nan Youngblood
- 1988 : Shades of Love: The Emerald Tear (TV) : Jayne Manley
- 1988 : Glory Enough for All (TV)
- 1989 : Brutal Glory (vidéo) : Julia Woodruff
- 1990 : Frontière du crime (Double Identity) (TV) : Amy
- 1990 : Le Secret des deux orphelins (The Little Kidnappers) (TV) : Kirsten MacKenzie
- 1996 : Virus (Spill) : Larraine Keller
- 1997 : Double vie (Lies He Told) (TV)
- 1998 : More Tears (série télévisée) : Diane
- 1998 : Made in Canada (série télévisée) : Veronica
- 1999 : Win, Again! (TV) : Julie
- 2000 : Le Fantôme de Sarah Williams (Waking the Dead) : Reporter from Fielding's past
- 2000 : 20.13 - Mord im Blitzlicht (TV) : Eve
- 2001 : SOS Vol 534 (Rough Air: Danger on Flight 534) (TV) : Air Traffic Controller Sara Lundattir
- 2002 : A Promise : Emily
- 2002 : Escape from the Newsroom (TV) : Diane
- 2004 : This Is Wonderland (série télévisée) : Brooke Ryder (2004)
- 2005 : Funpak (série télévisée) : Jenny Florence (voix)
- 2005 : Our Fathers (TV) : Marge Magnus
- 2005 : Burnt Toast (TV) : Julie
- 2006 : First Bite : Rose

## Récompenses et Nominations

### Nominations
Elle est la fille des comédiens Gordon Pinsent et Charmion King.